# Nadzeya Liapeshka
Nadzeya Mikhaylovna Liapeshka, nascida Papok (em bielorrusso:  Надежда Михайловна Ляпешка (Попок); Gomel, 26 de abril de 1989) é uma canoísta de velocidade bielorrussa.

## Carreira
Foi vencedora da medalha de bronze no K-4 500 m em Londres 2012, junto com as suas colegas de equipa Irina Pomelova, Olga Khudenko, Marina Poltoran.